# De Re Militari

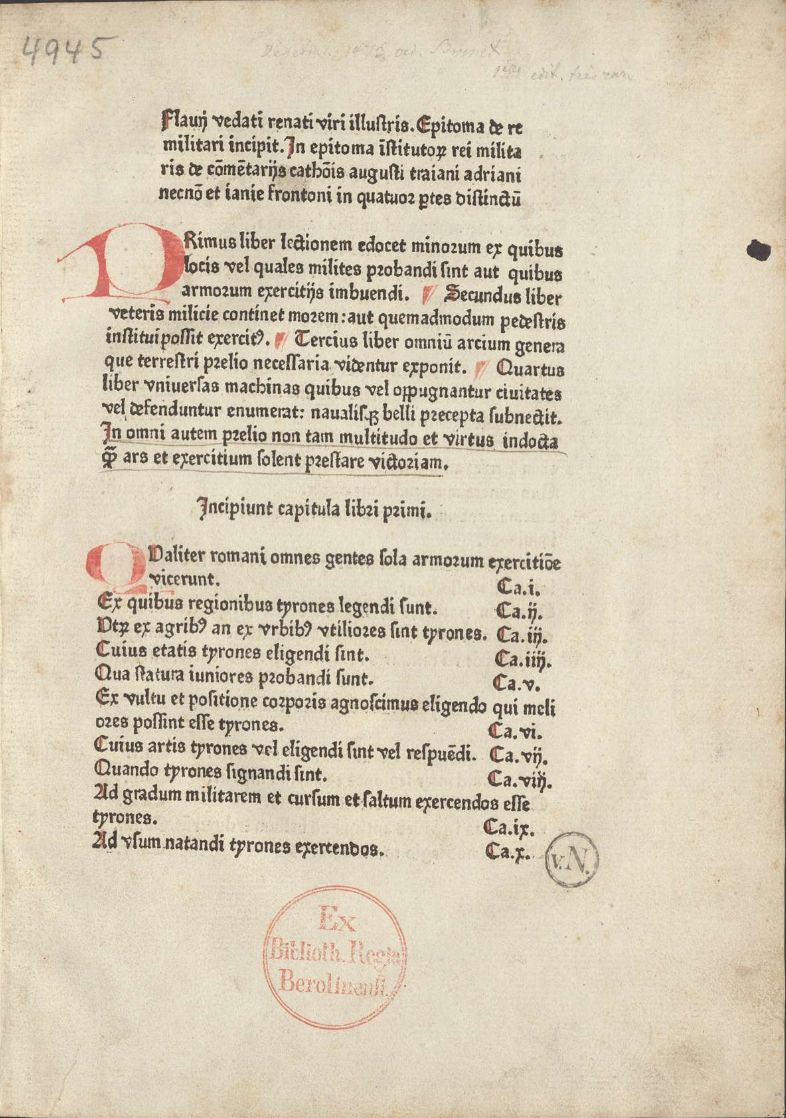
Một trang của De Re Militari, không rõ là quyển nào. Được ghi lại bằng tiếng Latin

De Re Militari là tác phẩm quân sự của đế chế La Mã được viết vào cuối thế kỉ 4 SCN bởi Vegetius. Đầu đề cuốn sách này nghĩa là "Bàn về quân sự" hay "Những vấn đề về quân sự" tuy nhiên tên gốc của nó là "Những lá thư viết về quân sự". Tác phẩm là công trình nghiên cứu thực tiễn của Vegetius. Cuốn sách này là một trong những tinh hoa về nghệ thuật quân sự thời Cổ đại và đã ảnh hưởng đến quân sự châu Âu đến tận thời kì sử dụng hỏa khí.

## Hoàn cảnh ra đời
Còn có những tranh cãi xung quanh thời gian ra đời của tác phẩm vì tác phẩm này không đề cập đến ngày tháng cụ thể nào cũng như những thông tin cá nhân về cuộc đời Vegetius - tác giả cuốn sách. Một số người cho rằng cuốn sách được viết khoảng những năm 430 - 435 dưới triều đại hoàng đế Valentinianus III vì có hai bản chép tay của cuốn sách này được tìm thấy trong 2 gia đình vào năm 450, nhưng đa số cho rằng nó được viết cuối thế kỉ 4 và cuối cùng được gửi tới hoàng đế Theodosius I. Dù sao, nó cũng ra đời ở thời kì đế chế La Mã sắp sụp đổ.

## Nội dung
Cuốn sách gồm 5 tập nhưng chỉ có 4 quyển đầu được biết đến phổ biến,quyển thứ 5 viết riêng về hải quân..Cuốn sách vừa tập hợp những nghiên cứu của những học giả La Mã đi trước nhưng cũng là thành quả thu thập từ thực tế của Vegetius,như chính ông đã từng nói trong lời mở đầu bộ sách:
| “ | Trong cuốn sách này,tôi cố gắng quan sát cẩn thận và ghi chép tỉ mỉ những điều tận mắt trông thấy hơn là nhắc lại những gì có thể từ những người khác | ” |

Nội dung chủ yếu của 4 cuốn sách đầu tiên:
- Quyển I: gồm 28 chương,mô tả tổng quan về quân sự La Mã: cách tuyển quân,bố trí binh lính,tập luyện...
- Quyển II: gồm 25 chương,mô tả chi tiết về cơ cấu quân đội, trang bị và tập luyện.
- Quyển III: gồm 26 chương,tác giả mô tả lại việc chiến đấu(cả tấn công lẫn phòng thủ) của quân đội La Mã trong thực tế.
- Quyển IV: gồm 30 chương,chủ yếu nói về những cỗ máy được quân đội La Mã sử dụng trong chiến tranh.